# トヨタ・キャミ
キャミ（CAMI）はかつてダイハツ工業が1999年4月から2005年11月まで製造し、トヨタ自動車が1999年5月から2006年1月まで販売していた小型SUVである。

## 概要
ダイハツ工業からテリオスのOEMを受けて販売していた車種である。
コンパクトなボディながら4ドア + 横開きのバックドアを備え、駆動系は縦置きFRベースのフルタイム4WDとなっている。
トランスミッションは5速MTと4速AT。年代により、ステアリングホイールやシフトノブに抗菌加工を施したものや、フロントドアにUVカットガラスを採用したものがある。
トヨペット店の扱いであるが、大阪府でのみトヨタ店で販売された。本家のテリオス（ただし中期型以降）より多くの台数が販売されている。
一度もフルモデルチェンジを行うことなく2006年に終売し、後継車の「ラッシュ」（テリオスの後継車種であるビーゴのOEM供給モデル）が登場している。

### 年表
- 1999年5月 - 発売開始。（型式：J100E）
- 2000年5月 - マイナーチェンジを実施。駆動方式にFRを追加、エンジンは全車これまでのHC-EJ型（1.3L・直4SOHC16バルブEFI）からK3-VE型（1.3L・直4DOHC16バルブVVT-i）に変更され（型式4WD:J102E、2WD:J122E）更にK3-VET型ターボチャージャー付エンジン（1.3L・4気筒DOHC16バルブインタークーラーターボ）搭載モデルが追加された（ターボのみ8月から発売）。ターボ車の馬力は140馬力に達している。
- 2002年1月 - 一部改良。
- 2005年11月 - 生産終了。在庫のみの対応となる。
- 2006年1月 - 販売終了。新車登録台数の累計は4万213台[1]

## グレード
- P（FR）
- Q（FR）
- Qエアロバージョン（FR）
- Qターボエアロバージョン（FR）

（それぞれに4WD車も設定）※FR・Qターボエアロバージョンは2000年8月から　

## 車名の由来
名前はCasual Mini の略で Cami になったもの。 